# 皮拉泰罗圣母朝圣所圣殿

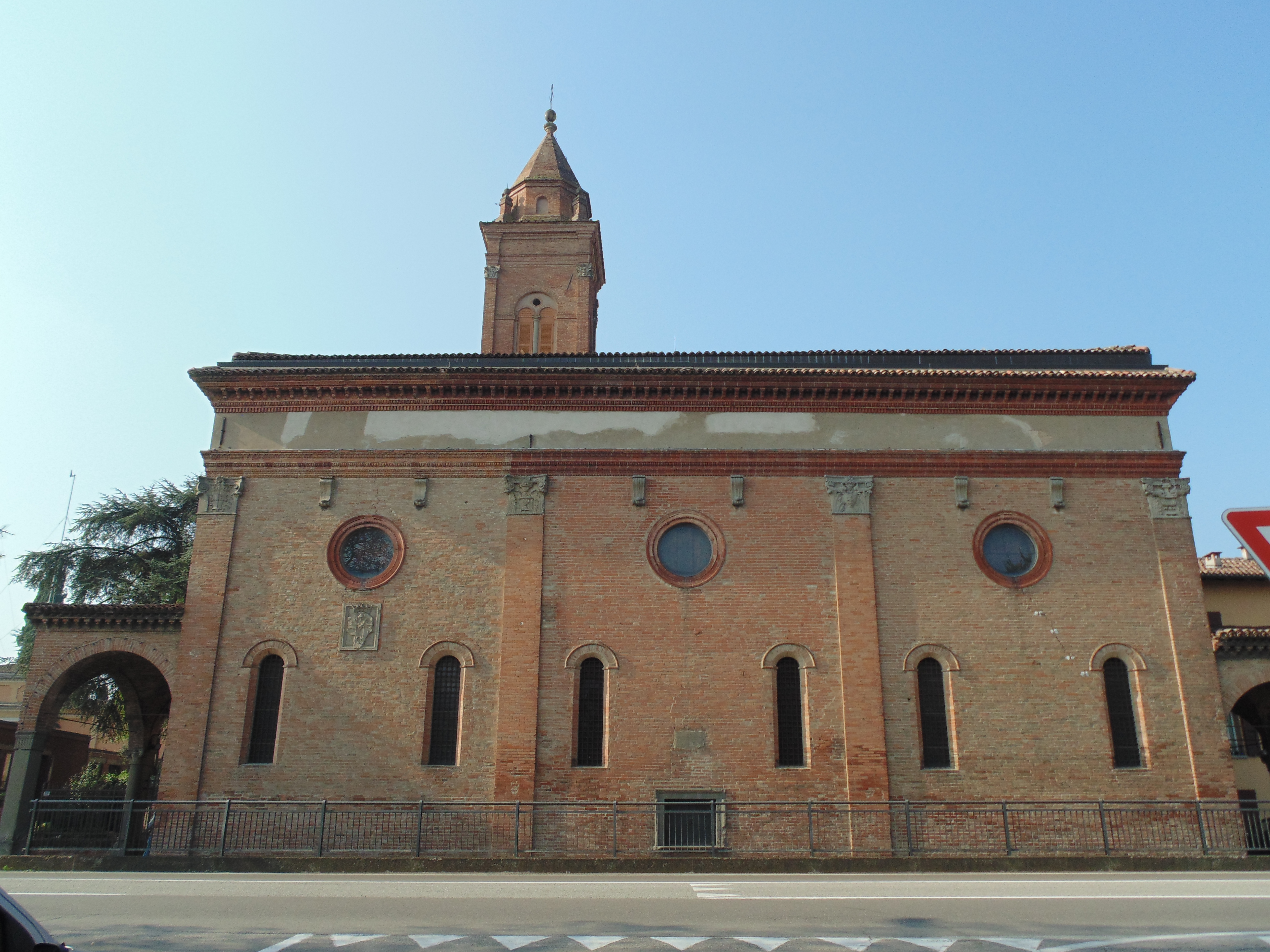

皮拉泰罗圣母朝圣所圣殿（Basilica Santuario della Beata Vergine del Piratello）是一座罗马天主教宗座圣殿，位于意大利艾米利亚-罗马涅大区博洛尼亚广域市伊莫拉以西3公里的艾米利亚大道，附属于方济各会修道院。这是该镇最古老的圣母朝圣地，1492年祝圣，1946年设立堂区，1954年12月8日，由教宗庇护十二世升格为宗座圣殿。